# عباس گالش
عباس گالش چوپانی از اهالی استرآباد در دوران اواخر قاجار و آغاز پهلوی بود که به مبارزه مسلحانه با راهزنان و همچنین عشایر ترکمن می‌پرداخت. پس از استقرار ژاندامری‌ها، او تحت تعقیب قرار گرفت و درنهایت پس از بیست و هفت سال مبارزه مبارزه دستگیر شد و در سال ۱۳۲۷ شمسی در میدان شهرداری گرگان اعدام شد.(بعضی منابع تعداد ترکمن های کشته شده به دست او را ده هزار تن الی چهارده هزار تن میگویند اما این اعداد مبهم میباشد زیرا امکان کم و زیاد بودن کشته شده ها وجود دارد). عیسی فیوج، استاد کمانچه، منظومه‌ای حماسی از زندگی او نوشته و اجرا کرده است که در موسیقی فولکلور منطقه، جایگاه ویژه‌ای دارد.

## زندگی

### دوران جوانی
عباس گالش در روستای قرق، در ۲۴ کیلومتری گرگان زندگی می‌کرد که روستایی اکثراً ارمنی‌نشین بود. او به‌همراه خواهرش، سونا، به شغل چوپانی مشغول بود.

### آغاز یاغی‌گری
گالش پس از آنکه خواهرش توسط دو جوان ترکمن دزدیده شد و به قتل رسید، اسلحه به دست گرفت و به همراه تعدادی از راهزنان منطقه به مقابله با اشرار و کشتار آن‌ها پرداخت. پس از به قتل رساندن «چوپور» (از اشرار معروف آن زمان) او شهرت بسیاری در گرگان و مازندران به دست آورد، مخصوصاً آن‌که همواره از دیرباز بین ترکمن‌ها و مردم بومی منطقه عداوتی دیرینه برقرار بود.
بعضی از مورخان نیز علت عناد گالش با ترکمن‌ها را کشته شدن جوانی به نام «احمد طبری» (معروف به احمد حاج‌رسول)، دهبان اصفهان کلاته، می‌دانند که از دوستان نزدیک عباس گالش بود.

### تعقیب و بار اول دستگیری
کشتار ترکمن‌ها و حلق‌آویز کردن آن‌ها به درخت‌های جنگل، باعث شکایت خانواده‌ها به ژاندارمری و هراس عمومی در میان ترکمن‌ها شد. اکیپ‌های مختلفی از ژاندارمری منطقه در کوه‌ها به تعقیب و درگیری با گالش پرداختند و برای دستگیری او ۲۰ هزار تومان جایزه قرار داده شد. درنهایت در درگیری‌ای نزدیکی روستای شجاع‌آباد میان راهزنان و مأموران، عباس گالش دستگیر و به زندان منتقل شد.

### فرار، دستگیری و اعدام
گالش به کمک دو نفر از زندانیان توانست از زندان دولتی گرگان فرار کند و پس از آن برای انتقام، حملات شدیدی را نسبت به عشایر ترکمن انجام داد و به کشتارهای متعددی دست زد. نهایتاً او پس از سال‌ها مبارزه با دولت و همچنین عشایر ترکمن، در بهار سال ۱۳۲۷ خورشیدی دستگیر و پس از محاکمه‌ای کوتاه، در تاریخ ۲۸ اردیبهشت همان سال در میدان شهرداری گرگان به دار آویخته شد.

## بازتاب در فرهنگ و هنر
داستان زندگی عباس گالش توسط عیسی فیوج، نوازنده و نقال گلستانی، به منظومه‌ای حماسی-سیاسی تبدیل شده که از مهم‌ترین آثار موسیقی کتولی است. او که خود در جوانی شاهد بر دار رفتن گالش بود، شرح زندگی او را با زبانی محلی بر روی ملودی آورده و با اجرای آن با ساز کمانچه به یک اثر موسیقایی ماندگار بدل کرده است.
فیوج این اثر را بارها در سراسر استان گلستان اجرا کرده و گاهی نقالی‌های او تا صبح به طول می‌انجامیده است. او با اجرای این اثر و منظومهٔ دیگری با نام «عباس مسکین» ۵ دوره مقام اول جشنوارهٔ نمایش‌های سنتی-آیینی را کسب کرده است.